# Neuschweden

Karte von Neuschweden, um 1650

Neuschweden (schwedisch Nya Sverige, lateinisch Nova Svecia) war ein schwedischer Handelsstützpunkt in Amerika am Unterlauf des Delaware. Das Gebiet von Neuschweden gehört heute teilweise zu den US-Bundesstaaten Delaware, New Jersey und Pennsylvania. Die Siedler waren meist Schweden und Finnen, aber auch Niederländer und Norddeutsche. Die Kolonie existierte vom 29. März 1638 bis zum September 1655.

## Vorgeschichte
Schweden war im 17. Jahrhundert eine regionale Großmacht im Ostseeraum. Neben Finnland gehörten strategisch und ökonomisch wichtige Teile der deutschen und baltischen Ostseeküste zu Schweden. 1623 oder 1624 kam der Kaufmann Willem Usselinx aus Antwerpen an den schwedischen Hof und machte dem Kanzler Oxenstierna den Vorschlag, in Nordamerika eine schwedische Kolonie zu gründen, um den gewinnbringenden Handel mit Tabak und Pelzen nicht Frankreich und England zu überlassen. Usselinx hatte als Protestant seine Heimat verlassen müssen und 1621 die holländische West-Indische Compagnie (W.I.C.) gegründet. Da diese seine Forderungen jedoch nicht erfüllen wollte, hatte er sie wieder verlassen.
Am 10. November 1624 erteilte König Gustav Adolf ihm das Patent zum Handel und zur Mission in Nordamerika für die Dauer von zwölf Jahren. Usselinx gründete die Schwedische Südseekompanie (Svenska Söderkompaniet), die jedoch bald in finanzielle Schwierigkeiten geriet. Auch die Verwicklung Schwedens in den Dreißigjährigen Krieg stoppte die Pläne zunächst. 1632 schien vorübergehend der Friede gekommen und Usselinx nahm seine frühere Tätigkeit wieder auf. Auf dem Frankfurter Bundestag 1634 warb er mit seiner Schrift Argonautic Gustaviana für sein Unternehmen. Der Kurfürst von Brandenburg zeigte sich zwar interessiert, der wieder aufflammende Krieg zerstörte Usselinx’ Pläne jedoch endgültig.

## Gründung der Neuschweden-Kompanie
Kanzler Oxenstierna, der seit dem Tode Gustav Adolfs die Vormundschaft für die junge Königin Christine hatte, lernte 1635 in Den Haag den Kaufmann Samuel Blommaert kennen, der bereits Land am Delaware besaß. Blommaert lenkte das Interesse des Kanzlers von Guinea und Brasilien wieder nach Nordamerika. Er schlug Peter Minuit aus Wesel als Leiter der Unternehmung vor. Minuit hatte 1625 im Auftrag der W.I.C. die Kolonie Neu-Niederlande am Hudson erweitert und war deren fähigster Gouverneur, musste aber die W.I.C. 1632 aus unbekannten Gründen verlassen. 1636 kam Minuit nach Schweden und unterbreitete dem Kanzler seine Pläne. Er schlug auch den Namen der Kolonie vor, Nova Svecia. Der Aktionsraum der Kompanie sollte von Neufundland bis Florida reichen und ihre Waren sollten zehn Jahre von Zöllen und Steuern befreit sein. Im Herbst 1636 setzte sich diese Idee gegen die schwedischen Guinea-Pläne durch, nicht zuletzt, weil die holländischen Kaufleute, zu denen sich Peter Spiring (auch Peter Spieringk) gesellte, die Hälfte des Kapitals stellten. Zur Umsetzung der Pläne wurde die Neuschweden-Kompanie (Nya Sverige-kompaniet) gegründet.

## Landung an der Delaware Bay
Minuit bereitete die Expedition in Schweden vor, während Blommaert in den Niederlanden erfahrene Seeleute suchte und für die Schiffsausrüstung sorgte. Zum Leiter der Expedition wurde Minuit ernannt. Im Spätherbst 1637 stachen die Schiffe Kalmar Nyckel (‚Schlüssel von Kalmar‘) und Fågel Grip (‚Vogel Greif‘; auch Gripen) von Göteborg aus in See. An Bord befanden sich schwedische, finnische, deutsche und niederländische Siedler. Im März 1638 erreichten sie die Westseite der Delaware Bay. Die von der langen Seefahrt erschöpften Seeleute nannten den Landeplatz Paradis Udden (‚Paradieslandzunge‘; genaue Lage nicht bekannt). Den Delaware nannten sie Nya Sverige’s Elf (‚Neuschwedenfluss‘). An der Einmündung des heutigen Brandywine Creek, der Christiana Elf genannt wurde, errichteten sie das Fort Christina und den Hafen Christinahamn (heute Christinaham, ein Stadtteil von Wilmington, Delaware). Die Kolonie wurde Nya Sverige (‚Neuschweden‘) genannt.
Am 28. April erreichte die Nachricht den Gouverneur Willem Kieft von Neuniederland. Am 7. Maijul. / 17. Mai 1638greg. richtete er eine förmliche Protestnote an Minuit, wonach der gesamte Delaware (Zuydt Rivier genannt im Gegensatz zum Hudson, der Noordt Rivier hieß) Teil von Neuniederland sei. Dieser Anspruch wurde von den bereits bestehenden Niederlassungen Fort Nassau (heute Gloucester, New Jersey) und Zwaanendael (auch Swanendael; heute Lewes, Delaware) abgeleitet. Minuit ignorierte die Drohung, da er wusste, dass Neuniederland ohne Zustimmung der Generalstaaten keinen Krieg erklären durfte und die Niederlande sich einen Konflikt mit Schweden zu dieser Zeit (Dreißigjähriger Krieg) nicht leisten konnte. Außerdem betrachtete er den Anspruch auf die Westseite des Delaware als verfallen, da Zwaanendael wieder aufgegeben war. Nachdem er das Kommando seinem Schwager Henrik Huyghens überlassen hatte, fuhr er mit der Kalmar Nyckel zurück in Richtung Schweden, kam aber bei einem Sturm ums Leben.

## Konsolidierung der Kolonie
Die Gripen trieb Handel an der nordamerikanischen Küste und in der Karibik. 1639 kehrte sie nach Schweden zurück. In diesem Jahr fuhr die Kalmar Nyckel erneut in Richtung Neuschweden, diesmal mit überwiegend schwedischen und finnischen Siedlern, teilweise Soldaten, die sich der Desertion oder anderer Vergehen schuldig gemacht hatten und mit ihren Familien als „Gnade“ zwangsverschifft wurden. Am 17. April 1640 erreichte die zweite Expedition Neuschweden, mit ihr der neue Gouverneur Peter Hollender (auch Hollandaer). Hollender fuhr den Delaware aufwärts, um für das weitere Wachstum der Kolonie Land von den Delawaren zu kaufen und so die niederländischen Ansprüche zu untergraben. Die Kalmar Nyckel fuhr zurück nach Schweden, um neue Siedler zu „werben“. Da die desertierten Soldaten mit den Bedingungen schlecht zurechtkamen, wurden diesmal Finnen, die wegen Waldfrevel inhaftiert waren, unter Hinweis auf Begnadigung zur Auswanderung bewegt. 1641 erreichte die Kalmar Nyckel Neuschweden zum dritten Mal. Mit dieser Expedition reiste auch der spätere Gouverneur Johan Printz. Eine vierte Expedition mit den Schiffen Svanen und Fama kam am 15. Februar 1643, diesmal waren Zwangsmaßnahmen nicht erforderlich. Die folgenden Expeditionen mit der Fama 1644, der Gyllene Hajen (‚Goldener Hai‘) 1646 und der Svanen 1647 sicherten endgültig die Überlebensfähigkeit der Kolonie.
In den folgenden Jahren wuchs die Kolonie auf etwa 600 Siedler an und breitete sich flussaufwärts aus. Die Kolonie wurde nun in das Staatswesen eingebunden. Der Gouverneur wurde schwedischer Reichsbeamter, die Kolonie erhielt ein Budget aus der Staatskasse. Auch die Grenzen wurden genau festgelegt. Erster Gouverneur nach der neuen Ordnung wurde am 1. Januar 1643 Johan Printz. Im selben Jahr wurde Fort Nya Elfsborg (später Fort Elsinburgh, nahe dem heutigen Salem in New Jersey) gegründet. Weitere Gründungen sind Nya Stockholm (das heutige Bridgeport) sowie Swedesboro. Auf der Insel Nya Gotheborg (auch Nya Göteborg; heute Big Tinicum Island, Pennsylvania) errichtete Printz die neue Hauptstadt, Printzhof (später Printz Hall; heute Tinicum Township, Delaware County, PA). Unter Gouverneur Printz wuchsen die Spannungen zwischen den schwedischen, finnischen und deutschen Siedlern einerseits und den niederländischen und englischen Siedlern andererseits, da den letzteren heimliche Loyalität für ihre Heimatländer unterstellt wurde. Der englische Kapitän Thomas Lamberton wurde unter dem Vorwand, er plane einen Indianeraufstand, von Printz inhaftiert. Dadurch kam es zu diplomatischen Verwicklungen mit England und den Niederlanden.

## Konflikt mit den Niederländern

Neuschweden und Neu-Niederlande

1645 kaufte der Kommandant von Fort Nassau, Andreas Hudde, Land am Westufer des Delaware und errichtete dort die niederländischen Hoheitszeichen. Diese ließ Printz durch Henrik Huyghens wieder niederreißen. Huyghens wurde daraufhin von Hudde inhaftiert. Printz reagierte, indem er an wichtig gelegenen Punkten Forts errichtete, besonders an der Einmündung des Schuylkill, so Fort Nya Korsholm (wahrscheinlich das heutige Province Island bei Philadelphia), Fort Mecoponacka (auch Uppland oder Finlandia; heute Chester, Pennsylvania) und Nya Vaasa (auch Nya Vasa oder Nya Wasa; heute Kinsessing, Teil von Philadelphia). Dadurch beherrschten die Schweden den Fluss und das Hinterland. Printz bewaffnete auch Indianer gegen die Niederländer und vertrieb oder verfolgte niederländische Siedler in Neuschweden.
Am 27. Mai 1647 löste Peter Stuyvesant Kieft als Gouverneur von Neu-Niederlande ab. Nun standen sich zwei gleichermaßen erregbare und militärisch gewiefte Persönlichkeiten gegenüber, Stuyvesant war jedoch weit geschickter in diplomatischen Fragen. 1651 kam Stuyvesant an den Delaware, präsentierte Beweise für die niederländischen Ansprüche und forderte Printz auf, die schwedischen Ansprüche ebenfalls zu beweisen. Printz war kaum in der Lage, die Grenzen der Kolonie zu definieren. Trotz Printz’ Protest errichtete Stuyvesant nahe Fort Christina das Fort Casimir (das heutige New Castle im Bundesstaat Delaware), die Garnison in Fort Nassau wurde abgezogen und in das neue Fort verlegt. Printz legte den Streitfall dem schwedischen königlichen Gericht vor. Da der Fall aber verschleppt wurde, reiste er 1653 selbst nach Schweden, nachdem er seinen Schwiegersohn Johan Papegoja (auch Papegoya) als Vize-Gouverneur zurückgelassen hatte. Die Bemühungen von Printz führten zu einem neu erwachten Interesse an der Überseekolonie. Auf Betreiben von Axel Oxenstiernas Sohn Erik wurde das Schiff Örnen (‚Adler‘) ausgeschickt, an Bord der neue Gouverneur, Johan Claesson Rising. Am 21. Maijul. / 31. Mai 1654greg., dem Dreifaltigkeitssonntag, erreichte die Örnen Fort Casimir und nahm es unter Beschuss. Da den Verteidigern das Pulver ausgegangen war, wurde das Fort ohne Verluste erobert. Nach dem liturgischen Datum der Eroberung wurde es in Fort Trefaltighet umbenannt.

## Ende der schwedischen Herrschaft
Die Örnen kehrte im Juli 1654 nach Schweden zurück. Im September fuhr die Gyllene Hajen im Glauben, den Delaware erreicht zu haben, in den Hudson ein. Bei Manhattan wurde die Gyllene Hajen von Stuyvesant festgesetzt. Zu diesem Zeitpunkt hatten die Niederländer gerade mit den Engländern Frieden geschlossen, die Regierung konnte somit fünf Kriegsschiffe nach Neuniederland schicken. Mit dieser Flotte eroberte Stuyvesant am 14. September 1655 Fort Casimir/Trefaltighet zurück. Daraufhin wandte er sich gegen Tinicum. Angesichts der Übermacht leisteten die meisten Schweden den Eid auf die niederländische Oberhoheit. Ihnen wurde eine lokale Autonomie zugestanden, sie durften ihren Besitz behalten und hatten ihre eigenen Kräfte zur Selbstverteidigung. Einige Schweden, die die Eidesleistung verweigerten, wurden nach Manhattan deportiert. Noch nach diesen Ereignissen (am 16. Oktober) stach die zehnte schwedische Expedition mit dem Schiff Mercurius in See. Erst bei ihrem Eintreffen im März 1656 erfuhr sie die neue Sachlage.
Fort Casimir erhielt zunächst seinen alten Namen, Fort Christina wurde zu Altona, die Delaware Bay erhielt den Namen Bompies Hoeck (‚Bäumchenecke‘; englisch heute Bombay Hook). 1657 kamen drei Schiffe mit holländischen Siedlern an. Fort Casimir wurde unter Einbeziehung des Umlandes Neu-Amstel (niederl.: Nieuwer-Amstel) benannt und damit zur ersten Stadt im ehemaligen Neuschweden. Dieser Name wurde kurzzeitig auch zur Bezeichnung der Kolonie.

## Ende der niederländischen Herrschaft
1659 brach eine Seuche unter den noch nicht akklimatisierten Bewohnern von Neu-Amstel aus. Viele Siedler verließen die Kolonie in Richtung Virginia, Maryland oder Manhattan. In dieser Lage machte der Gouverneur von Maryland, Lord Baltimore, Ansprüche auf den Delaware geltend. Die W.I.C. sah sich außer Stande, die Kolonie zu verteidigen, und übertrug sie am 22. Dezember 1663 an die Stadt Amsterdam. 1664 brach der Zweite Englisch-Niederländische Krieg aus. Der Duke of York, der Bruder des englischen Königs und spätere König Jakob II., rüstete eine Expedition gegen die Neu-Niederlande aus. Am 9. September musste sich Neu-Amsterdam ergeben und wurde in New York City umbenannt. Im Oktober wurde auch das vormalige Neuschweden erobert, die Stadt Neu-Amstel wurde zu New Castle. 1673 konnten die Niederländer in einem weiteren Krieg gegen die Engländer kurz ihre Herrschaft wieder aufrichten. Mit dem Vertrag von Westminster vom 10. Februar 1674 wurde die englische Herrschaft wiederhergestellt. In der Folge wurde das schwedische Besiedlungsterritorium Bestandteil der Dreizehn Kolonien und zwischen den Kolonien Pennsylvania, New Jersey und Delaware aufgeteilt.

## Weiteres
New Castle nennt sich „First City of the First State“, da Delaware in der Reihenfolge der US-Bundesstaaten die Nummer 1 innehat und New Castle auf dem heutigen Gebiet von Delaware als erste Stadt gegründet wurde.
Neuschweden zeichnet sich durch die erste Antisklaverei-Proklamation Amerikas vom Juli 1654 aus, in der die Dauer, für die ein Sklave gehalten werden durfte, auf sechs Jahre begrenzt und ein Lohn festgesetzt wurde.

## Liste der Gouverneure
- Peter Minuit (1638)
- Peter Hollandaer Ridder (1640–1643)
- Johan Björnsson Printz (1643–1653)
- Johan Papegoja (1653–1654)
- Johan Claesson Rising (1654–1655)

## Forschungseinrichtungen und Museen
Das bedeutendste Museum zum Thema ist das American Swedish Historical Museum in Philadelphia.